# Juana la Beltraneja
Juana de Castilla, llamada por sus adversarios «la Beltraneja» (Madrid, 28 de febrero de 1462 – Lisboa, 12 de abril de 1530) fue una infanta castellana, reina proclamada de Castilla y de León y reina consorte de Portugal. Destituida de su rango, hubo de renunciar por tratado a todos sus títulos y señoríos, incluso a su calidad de infanta castellana y de alteza, quedando llamada oficialmente, por real decreto portugués, «a Excelente Senhora» hasta el final de su larga vida en el exilio de Portugal. Fue la única hija y heredera de Enrique IV y de su segunda esposa, la reina Juana de Portugal, hija de Eduardo I de Portugal. Una parte de la nobleza castellana no la aceptó como hija biológica del rey, su padre, a quien acusó de haber obligado a la reina —su mujer— a tener un hijo con su favorito, Beltrán de la Cueva, primer duque de Alburquerque, a pesar de que ambos habían jurado solemnemente que no había sido así. Beltrán no se encontraba en lugar necesario para ello en las fechas concretas. Había sospechas sobre la impotencia de Enrique IV, ya que previamente había estado casado con la infanta Blanca de Navarra y el matrimonio se declaró nulo porque nunca llegó a consumarse. Además, Enrique IV no tuvo más hijos ni con su mujer ni con ninguna de sus amantes.

## Infancia
Enrique IV fue apodado en su tiempo por sus adversarios el Impotente, no tanto por no haber tenido descendencia de su primera esposa, Blanca II de Navarra, como por ser de dominio público la dejación que hacía de sus obligaciones conyugales. Por eso, cuando su segunda esposa, Juana de Portugal, dio a luz una niña, esta fue atribuida a una supuesta relación adúltera de la reina con uno de los privados del monarca, Beltrán de la Cueva; de ahí que se motejase a la princesa como la Beltraneja, a pesar de ser esto imposible por no concordar las fechas.
El 9 de mayo de 1462, pocos meses después de su nacimiento, en la iglesia de San Pedro el Viejo de Madrid, Juana fue jurada ante las Cortes de Castilla como princesa de Asturias y heredera del reino.
Unos dos años de edad contaría la princesa durante el apogeo de las revueltas nobiliarias contra Enrique IV, que acusaron de ilegítima a la princesa y tomaron partido por el hermano del rey, el infante Alfonso. El monarca intentó solventar la sublevación nobiliaria acordando el matrimonio de Alfonso con su hija Juana; así, en 1464, Alfonso fue proclamado heredero y sucesor del reino.
El mismo Enrique IV propuso al rey Alfonso V de Portugal, poco antes, el enlace de Juana con el infante Juan, hijo del portugués. Ni uno ni otro proyecto se realizaron, y en cambio el monarca de reino de Castilla desheredó por segunda vez a su hija al reconocer, en el Tratado de los Toros de Guisando, como princesa de Asturias a su hermana Isabel, siempre y cuando esta casara con el príncipe elegido por él. No mucho más tarde, en 1468 y en 1469, se trató de casar a Isabel con Alfonso V de Portugal, hermano de la reina de Castilla, y a Juana, renovando el antiguo proyecto, con Juan, hijo primogénito de Alfonso V, con la condición de que Juana sucediera a Isabel en caso de que esta muriera sin ningún hijo. Tampoco se realizó este proyecto.

## Una princesa bajo custodia
Es curioso que siendo hija del rey Enrique IV, la mayor parte de su vida vivió custodiada por la nobleza, que tenía en ella un valioso rehén: desde 1465 hasta 1470 la custodió el conde de Tendilla Íñigo López de Mendoza en los castillos de Buitrago del Lozoya y Trijueque; desde 1470 a 1474, Juan Pacheco, en el castillo de Escalona y en el alcázar de Madrid; y entre 1474 y 1475 Diego López Pacheco en el alcázar de Madrid y en los castillos de Escalona y Trujillo.

## Esponsales con el duque de Guyena
Casó luego en secreto Isabel con el infante Fernando de Aragón en 1469, rompiendo lo dispuesto en el tratado con su hermano Enrique IV. Este, que durante toda su vida prodigó a su hija las muestras de afecto paternal, dio respuesta favorable a los embajadores de Luis XI de Francia, que le pedían la mano de Juana para el duque de Guyena, hermano del francés. Las capitulaciones matrimoniales se firmaron en Medina del Campo en 1470.
A petición de Juan Pacheco y de los embajadores de Francia, revocó Enrique IV el tratado de los Toros de Guisando, después de jurar, juntamente con su esposa, que la infanta Juana era su hija legítima. El 26 de octubre se verificó la Ceremonia de la Val de Lozoya en el despoblado Santiago, entre Gargantilla del Lozoya y Pinilla de Buitrago, no lejos de Buitrago del Lozoya, y después que los nobles presentes prestaron a la infanta el acostumbrado juramento de fidelidad como heredera de la corona, acto que no llegó a ser sancionado por las Cortes, se desposó a la princesa con el conde de Boulogne, representante del duque de Guyena. El cardenal de Albi, uno de los embajadores de Luis XI, fue en aquel día el encargado de tomar juramento a los reyes y verificar los desposorios.

## Juana e Isabel, sobrina y tía

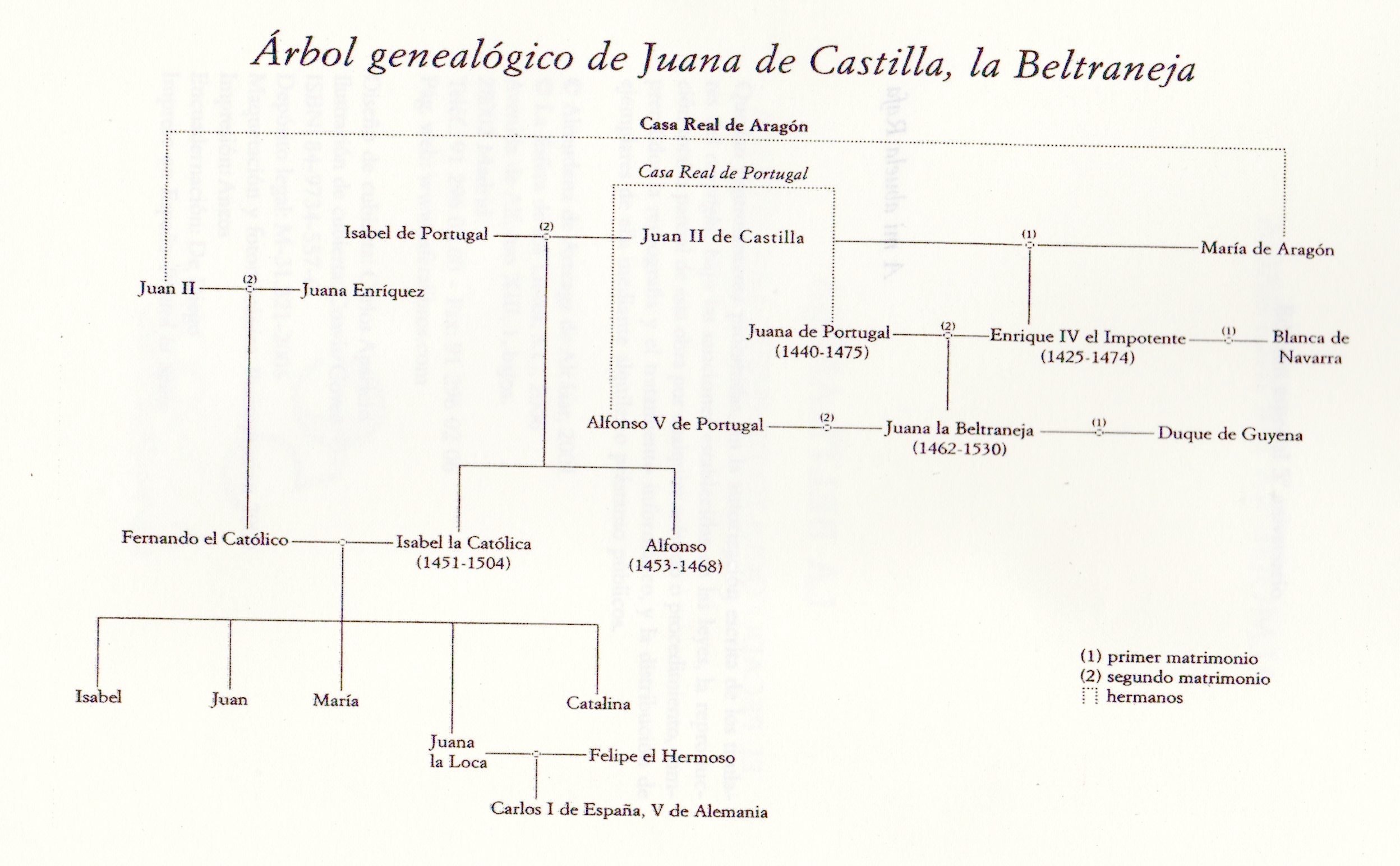
Árbol genealógico de Juana la Beltraneja.

Enrique IV murió el 11 de diciembre de 1474. En sus últimos días había visto desbaratado el enlace de Juana, porque dicho duque falleció en 1472. Por esta causa realizó el castellano nuevas e infructuosas tentativas para procurar un apoyo a su hija, casándola con el citado Alfonso V o Juan de Portugal. Se pensó también en dar a Juana por esposo a Enrique Fortuna, infante de Aragón, o a Fadrique, infante de Nápoles.
El testamento del rey desapareció y los partidarios de Isabel sostuvieron que el rey había muerto sin testar. Sin embargo, según Lorenzo Galíndez de Carvajal, un clérigo de Madrid custodió el documento y huyó con él a Portugal. Al final de su vida, la reina Isabel tuvo noticia del paradero del testamento y ordenó que se lo trajeran. Fue encontrado y llevado a la corte pocos días antes del fallecimiento de la reina, en 1504. Siempre según Galíndez de Carvajal, que fue testigo de la muerte de la reina, unos decían que el testamento fue quemado por el rey Fernando mientras que otros sostenían que se lo quedó un miembro del consejo real.

## Guerra civil

### Bando de Juana
Muerto Enrique IV el Impotente, casi toda la nobleza apoyó la causa de Isabel I, en otras palabras, la alianza de las coronas de Castilla y Aragón; pero algunas familias muy poderosas de Castilla abrazaron el partido de Juana.
Juana había sido reconocida como reina por Diego López Pacheco y Portocarrero, marqués de Villena, de gran influencia en los territorios meridionales de Castilla la Nueva por sus inmensos estados, que se extendían desde Toledo a Murcia. Lo mismo había hecho el duque de Arévalo, que disfrutaba notable crédito en Extremadura, y en el mismo bando ingresaron el marqués de Cádiz, el maestre de Calatrava, un hermano de éste y el arzobispo de Toledo, Alfonso Carrillo.

### Reina de Castilla y Portugal

Armas de Alfonso V de Avis que reflejan los títulos de rey de Portugal y rey de Castilla (1475-1479).

Comprendiendo los defensores de Juana que sus fuerzas eran inferiores a las de Isabel, pidieron al rey portugués Alfonso V que defendiera el derecho de su sobrina Juana, y le propusieron que se casara con ella, con lo que vendría a ser también rey de Castilla. Alfonso aceptó y dirigió a Isabel y Fernando una manifestación, exigiéndoles que renunciaran a la corona en favor de Juana si querían evitar las consecuencias de la guerra, y pasando la frontera con 1600 peones y 5000 caballos avanzó por Extremadura. Llegó a Plasencia, donde se le incorporaron el marqués de Villena y el duque de Arévalo, y allí se desposó el 25 de mayo de 1475 con Juana,  a la vez que dirigía mensajeros a Roma solicitando la dispensa del parentesco que entre ellos mediaba.
Enseguida se proclamó a los desposados reyes de Castilla, y se expidieron cartas a las ciudades, exponiendo el derecho de Juana y reclamando la fidelidad de estos. Juana, en dichas cartas, expedidas por el secretario Juan González, asegura que Enrique IV en su lecho mortal declaró solemnemente que ella era su única hija y heredera legítima.
Juana trató de evitar la guerra civil, proponiendo que el voto nacional resolviera la cuestión del mejor derecho. He aquí sus palabras, tomadas de la carta o manifiesto que dirigió a las ciudades y villas del reino: «Luego por los tres estados de estos dichos mis reinos, e por personas escogidas dellos de buena fama e conciencia que sean sin sospecha, se vea libre e determine por justicia a quien estos dichos mis reinos pertenecen; porque se excusen todos rigores e rompimientos de guerra.»

### Comienzan los enfrentamientos
De nada sirvieron estos buenos deseos. Fernando e Isabel hicieron preparativos para rechazar por la fuerza al portugués. Este cometió la torpeza de permanecer inactivo en Plasencia y Arévalo, dando a sus contrarios tiempo para reunir en el mes de julio a 4000 hombres de armas, 8000 jinetes y 30 000 peones.
Rompieron las hostilidades en varios puntos de la península. Alfonso V, saliendo de Arévalo, se apoderó de Toro y Zamora. Fernando se presentó delante de Toro con las milicias de Ávila y Segovia, más bien pronto hubo de emprender la retirada, que fue desordenada y desastrosa. En cambio los plebeyos castellanos, vasallos de Juana, servían con repugnancia bajo las banderas portuguesas, y los nobles que apoyaban a la hija de Enrique IV tuvieron que hacer bastante para defender sus territorios de Galicia, Villena y Calatrava contra los partidarios de Isabel. Numerosos escuadrones de caballería ligera extremeña y andaluza causaban la más espantosa desolación en las tierras de Portugal fronterizas de Castilla, y los nobles portugueses se quejaban en alta voz de estar encerrados en Toro cuando en su propio país ardía la guerra.
En Toro tenía Juana su corte con gran magnificencia, y, al decir de sus parciales, desplegaba grandes cualidades de reina, aunque solo tuviera entonces trece años. Alfonso V, sin embargo, hubiera renunciado a sus pretensiones a la corona, recibiendo en cambio el reino de Galicia, las ciudades de Zamora y Toro y una considerable suma de dinero; pero Isabel, que consentía en lo último, se negó a ceder un solo palmo de terreno.
Fiel a esta la ciudad de Burgos, fue preciso, no obstante, que Fernando sitiara el castillo de la misma guardado por Íñigo de Zúñiga, partidario de Juana. Alfonso V se puso en marcha para socorrerlo, pero después de tomar Baltanás y Cantalapiedra, decidió retroceder por no alejarse demasiado de la frontera portuguesa. Abandonada a su suerte, la guarnición juanista del castillo de Burgos se rindió a Alfonso de Aragón, hermano de Fernando, en 28 de enero de 1476.
Fue el punto de inflexión de la guerra civil, puesto que la quiebra de prestigio de Alfonso desencadenó la disolución del partido de Juana en Castilla y las deserciones de los soldados portugueses quienes, sin voluntad de continuar al servicio del rey, regresaron a Portugal. A pesar de las cartas de auxilio militar enviadas por Alfonso a los grandes nobles juanistas que habían solicitado su intervención en Castilla, ninguno se mostró disponible, incluso el poderoso marqués de Villena, Diego López de Pacheco. De todos los Grandes de Castilla partidarios de Juana, solo Alfonso Carrillo (arzobispo de Toledo) estará al lado del rey portugués en el día de la batalla de Toro.
Del sitio de la fortaleza de Burgos, Fernando pasó en diciembre Zamora, cuyos habitantes volvieron a la obediencia de Isabel y cercaron a la guarnición portuguesa en la fortaleza. Por su parte, Alfonso V —después de recibir en Toro las tropas de refuerzo de su hijo Juan a finales de enero de 1476— puso cerco al ejército de Fernando que quedó encerrado en Zamora a mediados de febrero.

### Batalla de Toro
En 1 de marzo de 1476, tras dos semanas de lluvia y frío, el ejército portugués levanta el sitio a Zamora con la intención de invernar en Toro. Fernando lo siguió y alcanzó cerca de Toro, donde ambos ejércitos —con aproximadamente 8000 hombres cada uno— se dispusieron en formación de combate.
En la batalla de Toro, mientras el rey portugués fue derrotado, su hijo, el príncipe Juan, después Juan II de Portugal, venció con sus huestes al ala derecha castellana, quedándose señor del campo de batalla:

En el curso de este discutido encuentro [batalla de Toro], en el que curiosamente ambos adversarios se proclamaran vencedores, las tropas de Alfonso V fueran derrotadas mientras que las de su hijo príncipe Juan, después de desarticular la vanguardia castellana [ala derecha, más avanzada], pudieron mantenerse ordenadas recogiendo los fugitivos de la tropa paterna.
Arraiza (1994)

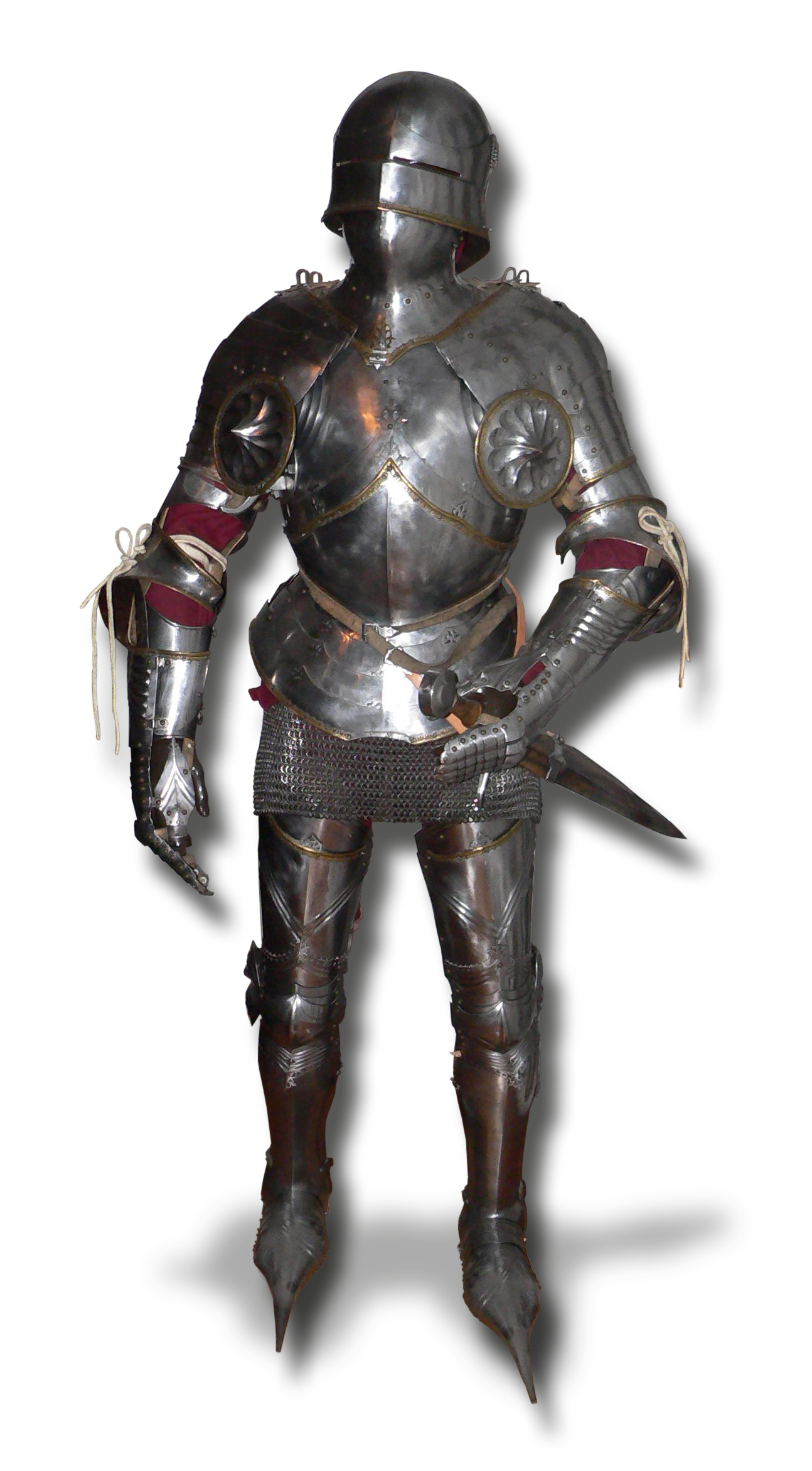
Armadura medieval al completo.

Pero a pesar de su resultado incierto, las consecuencias políticas de la batalla de Toro sellaron la victoria de Isabel, que hizo proclamar heredera de Castilla a su hija en las cortes de Madrigal-Segovia (abril-octubre de 1476); Se entregó a Fernando el castillo de Zamora el 19 de marzo de 1476; hicieron lo mismo Madrid y todas las plazas del centro del reino, el duque de Arévalo, el maestre de Calatrava, su hermano, que era conde de Ureña, y otros muchos nobles.
Como lo resumió el historiador español Manuel Ballesteros Gaibrois: «Las armas tenían entonces la palabra. En…1476, en Toro, chocaban los ejércitos de la Reina de Castilla y del Rey de Portugal. No hubo verdaderamente una abierta y declarada victoria militar para ninguno de los dos bandos, es decir quedó indeciso el resultado; pero, para extraer beneficios de este empate, volviendo todos los triunfos a su favor, estaba el genio político de Don Fernando. Sin reposar de las tareas durísimas del día, el esposo de Isabel despachaba correos a todas las ciudades de Castilla, del reino aragonés e incluso a reinos extranjeros, comunicando la victoria de las armas de la legítima Reina… ».
Ante tal noticia, el partido de Juana se desintegró y el portugués, sin base de apoyo, acabó regresando a su reino. Para Juana era el fin del sueño.

## Juana entra en Portugal
Después de la batalla de Toro, Alfonso V, aunque despojado de todos sus aliados castellanos —que fueron a reforzar las huestes de Isabel—, se mantuvo con el grueso de las fuerzas portuguesas en Castilla durante tres meses y medio (hasta el 13 de junio de 1476), manteniendo capacidad operacional y lanzando varios ataques en la zona de Salamanca y más tarde alrededor de Toro: «[Alfonso] nunca dejó de hacer cabalgadas y entradas por la tierra, [actuando] más como capitán de frontera que no como Rey, como sería apropiado para su persona real».
Incluso, poco después de la batalla, en abril de 1476, el ejército portugués organizó dos grandes operaciones militares para capturar,  primero al propio rey Fernando (durante el cerco de Cantalapiedra) y después, a la reina Isabel (entre Madrigal y Medina del Campo).
Mientras el príncipe Juan retornaba a Portugal en los primeros días de abril de 1476, más de un mes después de la batalla, con una pequeña parte de las tropas portuguesas (400 jinetes),  para supervisar la defensa de la cada vez más flagelada frontera portuguesa, su prima Juana permanecía en su corte de Toro. Al frente de la fortaleza de Toro se encontraba Juan de Ulloa, desaparecido en los primeros momentos de la batalla, y su esposa, María Sarmiento, que defendió la fortaleza hasta el 19 de octubre de 1476, rindiendo únicamente la plaza cuando logró el perdón real y la conservación de sus bienes privados, además de la fortaleza de Villalonso.
La estrategia de los reyes Católicos, que tenían el tiempo y los recursos combinados de Castilla y Aragón a su favor, comenzaba a producir sus frutos: el perdón negociado con los nobles rebeldes, el asedio de las fortalezas juanistas, la terrible presión militar sobre las tierras fronterizas portuguesas —cuyas fuerzas se encontraban en Castilla—, y finalmente, el comienzo de la guerra naval, para atacar la fuente del poder y financiamiento de Portugal (su imperio marítimo y el oro de Guinea).
Además, Alfonso quería ir a Francia para convencer a Luis XI de no renovar la tregua con Aragón, que expiraría en julio de 1476.
Todo esto hizo inevitable el regreso del ejército portugués el 13 de junio de 1476, y con él, Alfonso y Juana de Trastámara se fueron para siempre.

## La guerra continúa
Tras la batalla de Toro, la guerra civil quedó prácticamente decidida a favor de los Reyes Católicos, aunque solo terminara definitivamente en 1479. Quedaban pendientes las hostilidades internacionales con Portugal y Francia. Los caudillos de Isabel ganaron las villas y castillos de los magnates valedores de Juana mientras el arzobispo de Toledo, el marqués de Villena y los demás acabaron por implorar el perdón y prestar a Isabel juramento de fidelidad.
La fortaleza de Zamora se entregó el 19 de marzo de 1476, pero Toro permaneció firmemente en manos portuguesas durante más de medio año: la ciudad se entrega al 19 de septiembre,  aunque su pequeña guarnición portuguesa de 300 caballeros, asediada en la fortaleza, solamente capitula el 19 de octubre de 1476.
En total fueron tres guarniciones portuguesas las que se rindieron en Castilla: Zamora, Toro y Cantalapiedra —esta última resistió más de un año— hasta el 28 de mayo de 1477.  Las restantes fortalezas juanistas, con guarniciones fundamentalmente castellanas (Castronuño, Sieteiglesias, Cubillas Villalonso, Portillo, Villaba) también fueron retomadas por los Reyes Católicos.
En el año de 1479, el rey portugués trató de renovar su empresa en Castilla, enviando una fuerza de caballeros a socorrer a la condesa de Medellín, hermana del marqués de Villena. Mas el 24 de febrero, cerca de Mérida, el maestre de Santiago (Alonso de Cárdenas) destrozó este cuerpo de 500 portugueses y 200 castellanos aliados, que sufrieron 85 muertos y algunos prisioneros (según el cronista Alfonso de Palencia). Sin embargo, el grueso de ellos consiguió alcanzar las ciudades de Mérida y Medellín, su objetivo estratégico.
Por su parte, Isabel —situada en Trujillo— expidió órdenes para cercar a un mismo tiempo a Mérida, Medellín, Montánchez y otras fortalezas de Extremadura.
Para más los Reyes Católicos conseguían dos grandes victorias en 1478: el papa Sixto IV  anuló la dispensa antes concedida para el matrimonio de Juana con Alfonso,  por lo que la legitimidad de Alfonso V como rey de Castilla se derrumbó en la base; e Isabel era reconocida reina de Castilla por Luis XI de Francia (tratado de San Juan de Luz, 9 de octubre de 1478), que rompía de este modo su alianza con Alfonso V, dejando Portugal aislado frente a Castilla y Aragón.
Por su parte, Portugal no sólo desbarató una fuerza invasora de 2, 000 caballeros castellanos en la Batalla de Mourão (Alentejo, Portugal, 1477), al mando del mismo maestre de Santiago (más de 100 castellanos aprisionados y los restantes desbandaran, según los cronistas Garcia de Resende y Damião de Góis), sino que logró también reconquistar todas las fortalezas que los castellanos habían tomado en Portugal: Ouguela, Alegrete y Noudar.
También fue capaz de mantener varias ciudades y fortalezas conquistadas o ocupadas en Castilla hasta el final de la guerra: Tuy, Azagala, Ferrera, Mérida y Medellín (con estas dos últimas resistiendo a duros asedios hasta la paz).
La guerra naval terminó con victoria portuguesa: reconquista de Ceuta, que los 5000 castellanos  del duque de Medina Sidónia habían conquistado con excepción de la ciudadela interior (1476); expulsión con la captura de 5 naves y 200 hombres de la armada de 25 carabelas enviada por Fernando para conquistar Gran Canaria (1478); y sobre todo, la decisiva batalla naval de Guinea en 1478.
Estos hechos, en su conjunto, dieron a los lusos gran poder negociador durante las conversaciones de paz en Alcáçovas, en 1479, puesto que les permitía trocar su renuncia al trono castellano por una partilla muy favorable en el Atlántico. Esta solución realista reflejaba el resultado global de la guerra: victoria castellana en tierra y victoria portuguesa en el mar. Pero desde el punto de vista de Juana, se trataba de sacrificar sus derechos por la hegemonía atlántica y el oro de Guinea.

### Fin de la guerra (tratados de Alcaçovas y Tercerías de Moura)
La guerra con Portugal duró hasta el 4 de septiembre de 1479. Intentó el rey portugués neutralizar a los aragoneses en Castilla viajando a Francia para buscar la alianza del rey Luis XI, y a Flandes procurando la de su primo carnal Carlos el Temerario, pero ambos eran enemigos al tiempo y luchaban entre sí, muriendo el duque de Borgoña en 1477 a manos de los suizos. También abdicó brevemente de la Corona portuguesa para que los nobles castellanos descontentos se pusieran de su lado.
Tras la revocación de la bula papal, el fin de la alianza con Francia y la derrota portuguesa de la Albuera, se empezaron a negociar dos convenios de paz entre Isabel I y Fernando V, y Alfonso V y su hijo heredero el Príncipe Perfecto, ya regente de Portugal, por mediación de Beatriz de Portugal, duquesa de Viseu y de Beja, madre del futuro rey de Portugal Manuel I. La infanta portuguesa era a la vez prima hermana y hermana política de Alfonso V al mismo tiempo que tía materna de la futura reina Católica. Firmados por su intermedio dos convenios en la localidad portuguesa de Alcáçovas, uno estipuló la sucesión dinástica en las coronas de Castilla: las Tercerías de Moura, obligando a los hijos primeros de los Católicos y al hijo único del Príncipe portugués, junto a sus primos los infantes hijos de la infanta Beatriz, a vivir y educarse junto de esta princesa viuda en su señorío de Moura, tierra del ducado de Beja que también le pertenecía. Quedó estipulado el matrimonio entre el nieto heredero de Alfonso V y la hija mayor de los Católicos, que iban a crecer juntos. En virtud de dicho tratado, dejó Alfonso V el título y las armas de rey de Castilla; renunció a la mano de su sobrina Juana; se obligó a no apoyar las pretensiones de esta al trono de Castilla, y se dio a Juana un plazo de seis meses para que eligiese entre casarse con el infante Juan, hijo de Fernando e Isabel, luego que el infante llegase a una edad proporcionada, o retirarse a un convento y tomar el velo.
Bien conoció Juana que sus intereses habían sido sacrificados, pues la cláusula de su matrimonio futuro con el infante don Juan era irrisoria, dado que se agregaba que el infante, al llegar a la edad conveniente, podía rechazar aquel enlace si no le agradaba, no quedando a Juana en tal caso otro derecho que el de recibir una indemnización de 100 000 ducados.
El segundo convenio luso-castellano, el tratado de Alcáçovas, reflejo de la victoria naval lusa en el Atlántico durante la guerra, bajo el comando de Mem de Palha, Jorge Correia y Diogo Cão: establece las fronteras de expansión marítima y la respectiva jurisdicción de ambas coronas vecinas sobre el océano. Los monarcas castellano-aragoneses reconocen a Portugal la propiedad de Madeira y de las Azores, el exclusivo del derecho de conquista sobre el reino de Fez así como que Guinea y toda su navegación, y las islas atlánticas más allá de Canarias (Santo Tomé y Príncipe y Cabo Verde) continuarían en manos portuguesas. La corona de Portugal reconoce a Castilla la propiedad de las Canarias.

## Exilio en Portugal
Herida en su dignidad e intereses, se retiró inmediatamente al monasterio de Santa Clara de Coímbra, donde pronunció sus votos al año siguiente. Fernando e Isabel enviaron a la ciudad portuguesa, para que fuesen testigos de la ceremonia, a Díaz de Madrigal (individuo del Consejo Real de Castilla) y a Hernando de Talavera (confesor de la reina). Este dirigió a Juana una exhortación en la que le dijo que había adoptado el mejor partido según los evangelistas, y terminó su discurso declarando que ningún pariente, ningún amigo verdadero, ningún consejero fiel, querrían apartarla de tan santa determinación.
Los votos irrevocables pronunciados por Juana no impidieron que su mano fuese en 1482 solicitada por Francisco Febo, hijo de Gastón de Foix y de Magdalena de Francia, hermana de Luis XI de Francia. Febo era el heredero de Navarra. Esta proposición, hecha a instigación del monarca francés, servía a Luis XI para suscitar dificultades a los reyes de Castilla y Aragón, que amenazaban el Rosellón. La muerte de Francisco Febo impidió que las cosas siguieran adelante. Más adelante la diplomacia castellano-aragonesa le planteó a Juana casarse con el príncipe Juan, heredero al trono, pero Juana rechazó la oferta.
En 1500 el rey portugués Manuel el Afortunado planteó el matrimonio con Juana. Estaba viudo de la infanta Isabel (hija de los Reyes Católicos) y estaba esperando la dispensa papal para desposar con su cuñada María, y con ello pretendía acelerar los trámites para obtener la dispensa.
Se dice también (pero no está probado) que, viudo de Isabel I en 1504, el rey Fernando de Aragón le propuso a Juana que se casara con él. Así esperaba Fernando resucitar los títulos de esta princesa a la sucesión de Enrique IV y quitar el reino de Castilla a Felipe de Austria, que gobernaba en nombre de Juana I. La Beltraneja no quiso aceptar como esposo al que en otro tiempo la había declarado hija adulterina de Juana de Portugal y Beltrán de la Cueva.
Sin embargo, la religiosa de Coímbra, como complacían en llamarla los castellanos desde que tomó el velo; la excelente señora, como decían los portugueses, salía con frecuencia del convento. Finalmente los reyes de Portugal le otorgaron morada en el castillo de San Jorge de Lisboa, donde vivía con gran aparato protegida por los reyes de Portugal, los cuales insinuaron más de una vez que podían dar nueva vida a los derechos de la infortunada princesa. Así, hasta el fin de sus días, Juana firmó con las palabras Yo la reina. 
En el año 1522, mientras Castilla estaba envuelta en una nueva guerra civil, llamada de las Comunidades, Juana testó sus derechos a la corona de Castilla a favor del rey Juan III de Portugal.
Murió en 1530. Sus restos mortales se hallan actualmente desaparecidos, como consecuencia del terremoto de Lisboa.

## Posteridad
Los partidarios de Isabel I y de sus descendientes intentaron borrar de la memoria histórica la existencia de Juana y la sombra de ilegitimidad que arrojaba sobre la reina Isabel. Esta política incluyó la destrucción de documentos históricos durante los siglos XIX y XX.

### En la ficción
- En la serie televisiva de TVE Isabel, la princesa / reina Juana fue interpretada por Carmen Sánchez.

## Genealogía
| \| \| \| \| \| \| \| \| \| \| \| \| \| \| \| \| \| \| \| \| 16. Rey Juan I de Castilla \| \| \| \| \| \| \| \| \| \| \| \| \| \| \| \| \| \| \| \| \| \| \| \| \| \| \| \| \| \| \| \| \| \| \| \| \| \| \| \| \| \| \| \| \| \| \| \| \| \| \| \| \| \| 8. Rey Enrique III de Castilla \| \| \| \| \| \| \| \| \| \| \| \| \| \| \| \| \| \| \| \| \| \| \| \| \| \| \| \| \| \| \| \| \| \| \| \| \| \| \| \| \| \| \| \| \| \| \| \| \| \| \| \| \| \| 17. Reina Leonor de Aragón \| \| \| \| \| \| \| \| \| \| \| \| \| \| \| \| \| \| \| \| \| \| \| \| \| \| \| \| \| \| \| \| \| \| \| \| \| \| \| \| \| \| \| \| \| \| \| \| \| \| \| \| \| \| 4. Rey Juan II de Castilla \| \| \| \| \| \| \| \| \| \| \| \| \| \| \| \| \| \| \| \| \| \| \| \| \| \| \| \| \| \| \| \| \| \| \| \| \| \| \| \| \| \| \| \| \| \| \| \| \| \| \| \| \| \| 18. Juan de Gante, Duque de Lancáster \| \| \| \| \| \| \| \| \| \| \| \| \| \| \| \| \| \| \| \| \| \| \| \| \| \| \| \| \| \| \| \| \| \| \| \| \| \| \| \| \| \| \| \| \| \| \| \| \| \| \| \| \| \| 9. Reina Catalina de Lancáster \| \| \| \| \| \| \| \| \| \| \| \| \| \| \| \| \| \| \| \| \| \| \| \| \| \| \| \| \| \| \| \| \| \| \| \| \| \| \| \| \| \| \| \| \| \| \| \| \| \| \| \| \| \| 19. Infanta Constanza de Castilla \| \| \| \| \| \| \| \| \| \| \| \| \| \| \| \| \| \| \| \| \| \| \| \| \| \| \| \| \| \| \| \| \| \| \| \| \| \| \| \| \| \| \| \| \| \| \| \| \| \| \| \| \| \| 2. Rey Enrique IV de Castilla \| \| \| \| \| \| \| \| \| \| \| \| \| \| \| \| \| \| \| \| \| \| \| \| \| \| \| \| \| \| \| \| \| \| \| \| \| \| \| \| \| \| \| \| \| \| \| \| \| \| \| \| \| \| 20. Principe Juan de Castilla =(16,28) \| \| \| \| \| \| \| \| \| \| \| \| \| \| \| \| \| \| \| \| \| \| \| \| \| \| \| \| \| \| \| \| \| \| \| \| \| \| \| \| \| \| \| \| \| \| \| \| \| \| \| \| \| \| 10. Rey Fernando I de Aragón \| \| \| \| \| \| \| \| \| \| \| \| \| \| \| \| \| \| \| \| \| \| \| \| \| \| \| \| \| \| \| \| \| \| \| \| \| \| \| \| \| \| \| \| \| \| \| \| \| \| \| \| \| \| 21. Infanta Leonor de Aragón =(17,29) \| \| \| \| \| \| \| \| \| \| \| \| \| \| \| \| \| \| \| \| \| \| \| \| \| \| \| \| \| \| \| \| \| \| \| \| \| \| \| \| \| \| \| \| \| \| \| \| \| \| \| \| \| \| 5. Reina María de Aragón \| \| \| \| \| \| \| \| \| \| \| \| \| \| \| \| \| \| \| \| \| \| \| \| \| \| \| \| \| \| \| \| \| \| \| \| \| \| \| \| \| \| \| \| \| \| \| \| \| \| \| \| \| \| 22. Duque Sancho de Castilla \| \| \| \| \| \| \| \| \| \| \| \| \| \| \| \| \| \| \| \| \| \| \| \| \| \| \| \| \| \| \| \| \| \| \| \| \| \| \| \| \| \| \| \| \| \| \| \| \| \| \| \| \| \| 11. Reina Leonor de Castilla \| \| \| \| \| \| \| \| \| \| \| \| \| \| \| \| \| \| \| \| \| \| \| \| \| \| \| \| \| \| \| \| \| \| \| \| \| \| \| \| \| \| \| \| \| \| \| \| \| \| \| \| \| \| 23. Infanta Beatriz de Portugal \| \| \| \| \| \| \| \| \| \| \| \| \| \| \| \| \| \| \| \| \| \| \| \| \| \| \| \| \| \| \| \| \| \| \| \| \| \| \| \| \| \| \| \| \| \| \| \| \| \| \| \| \| \| 1. Juana de Castilla y Portugal \| \| \| \| \| \| \| \| \| \| \| \| \| \| \| \| \| \| \| \| \| \| \| \| \| \| \| \| \| \| \| \| \| \| \| \| \| \| \| \| \| \| \| \| \| \| \| \| \| \| \| \| \| \| 24. Rey Pedro I de Portugal \| \| \| \| \| \| \| \| \| \| \| \| \| \| \| \| \| \| \| \| \| \| \| \| \| \| \| \| \| \| \| \| \| \| \| \| \| \| \| \| \| \| \| \| \| \| \| \| \| \| \| \| \| \| 12. Rey Juan I de Portugal \| \| \| \| \| \| \| \| \| \| \| \| \| \| \| \| \| \| \| \| \| \| \| \| \| \| \| \| \| \| \| \| \| \| \| \| \| \| \| \| \| \| \| \| \| \| \| \| \| \| \| \| \| \| 25. Doña Teresa Gille \| \| \| \| \| \| \| \| \| \| \| \| \| \| \| \| \| \| \| \| \| \| \| \| \| \| \| \| \| \| \| \| \| \| \| \| \| \| \| \| \| \| \| \| \| \| \| \| \| \| \| \| \| \| 6. Rey Duarte I de Portugal \| \| \| \| \| \| \| \| \| \| \| \| \| \| \| \| \| \| \| \| \| \| \| \| \| \| \| \| \| \| \| \| \| \| \| \| \| \| \| \| \| \| \| \| \| \| \| \| \| \| \| \| \| \| 26. Principe Juan de Inglaterra(=18) \| \| \| \| \| \| \| \| \| \| \| \| \| \| \| \| \| \| \| \| \| \| \| \| \| \| \| \| \| \| \| \| \| \| \| \| \| \| \| \| \| \| \| \| \| \| \| \| \| \| \| \| \| \| 13. Reina Felipa de Lancáster \| \| \| \| \| \| \| \| \| \| \| \| \| \| \| \| \| \| \| \| \| \| \| \| \| \| \| \| \| \| \| \| \| \| \| \| \| \| \| \| \| \| \| \| \| \| \| \| \| \| \| \| \| \| 27. Princesa Blanca de Lancáster \| \| \| \| \| \| \| \| \| \| \| \| \| \| \| \| \| \| \| \| \| \| \| \| \| \| \| \| \| \| \| \| \| \| \| \| \| \| \| \| \| \| \| \| \| \| \| \| \| \| \| \| \| \| 3. Reina Juana de Portugal \| \| \| \| \| \| \| \| \| \| \| \| \| \| \| \| \| \| \| \| \| \| \| \| \| \| \| \| \| \| \| \| \| \| \| \| \| \| \| \| \| \| \| \| \| \| \| \| \| \| \| \| \| \| 28. Infante Juan de Trastámara =(20,16) \| \| \| \| \| \| \| \| \| \| \| \| \| \| \| \| \| \| \| \| \| \| \| \| \| \| \| \| \| \| \| \| \| \| \| \| \| \| \| \| \| \| \| \| \| \| \| \| \| \| \| \| \| \| 14. Infante Fernando de Castilla(=10) \| \| \| \| \| \| \| \| \| \| \| \| \| \| \| \| \| \| \| \| \| \| \| \| \| \| \| \| \| \| \| \| \| \| \| \| \| \| \| \| \| \| \| \| \| \| \| \| \| \| \| \| \| \| 29. Infanta Leonor de Aragón-Barcelona =(17,21) \| \| \| \| \| \| \| \| \| \| \| \| \| \| \| \| \| \| \| \| \| \| \| \| \| \| \| \| \| \| \| \| \| \| \| \| \| \| \| \| \| \| \| \| \| \| \| \| \| \| \| \| \| \| 7. Reina Leonor de Aragón \| \| \| \| \| \| \| \| \| \| \| \| \| \| \| \| \| \| \| \| \| \| \| \| \| \| \| \| \| \| \| \| \| \| \| \| \| \| \| \| \| \| \| \| \| \| \| \| \| \| \| \| \| \| 30. Infante Pedro de Alburquerque =(22) \| \| \| \| \| \| \| \| \| \| \| \| \| \| \| \| \| \| \| \| \| \| \| \| \| \| \| \| \| \| \| \| \| \| \| \| \| \| \| \| \| \| \| \| \| \| \| \| \| \| \| \| \| \| 15. Leonor de Portugal(=11) \| \| \| \| \| \| \| \| \| \| \| \| \| \| \| \| \| \| \| \| \| \| \| \| \| \| \| \| \| \| \| \| \| \| \| \| \| \| \| \| \| \| \| \| \| \| \| \| \| \| \| \| \| \| 31. Doña Beatriz de Castro =(23) \| \| \| \| \| \| \| \| \| \| \| \| \| \| \| \| \| \| \| \| \| \| \| \| \| \| \| \| \| \| \| \| \| \| \| \| \| \| \| \| \| \| \| \| \| \| \| \| \| \| \| \| |                                                 |  |  |  |  |  |  |  |  |  |  |  |  |  |  |  |
| |                                                 |  |  |  |  |  |  |  |  |  |  |  |  |  |  |  |
| | 16. Rey Juan I de Castilla                      |  |  |  |  |  |  |  |  |  |  |  |  |  |  |  |
| |                                                 |  |  |  |  |  |  |  |  |  |  |  |  |  |  |  |
| |                                                 |  |  |  |  |  |  |  |  |  |  |  |  |  |  |  |
| | 8. Rey Enrique III de Castilla                  |  |  |  |  |  |  |  |  |  |  |  |  |  |  |  |
| |                                                 |  |  |  |  |  |  |  |  |  |  |  |  |  |  |  |
| |                                                 |  |  |  |  |  |  |  |  |  |  |  |  |  |  |  |
| | 17. Reina Leonor de Aragón                      |  |  |  |  |  |  |  |  |  |  |  |  |  |  |  |
| |                                                 |  |  |  |  |  |  |  |  |  |  |  |  |  |  |  |
| |                                                 |  |  |  |  |  |  |  |  |  |  |  |  |  |  |  |
| | 4. Rey Juan II de Castilla                      |  |  |  |  |  |  |  |  |  |  |  |  |  |  |  |
| |                                                 |  |  |  |  |  |  |  |  |  |  |  |  |  |  |  |
| |                                                 |  |  |  |  |  |  |  |  |  |  |  |  |  |  |  |
| | 18. Juan de Gante, Duque de Lancáster           |  |  |  |  |  |  |  |  |  |  |  |  |  |  |  |
| |                                                 |  |  |  |  |  |  |  |  |  |  |  |  |  |  |  |
| |                                                 |  |  |  |  |  |  |  |  |  |  |  |  |  |  |  |
| | 9. Reina Catalina de Lancáster                  |  |  |  |  |  |  |  |  |  |  |  |  |  |  |  |
| |                                                 |  |  |  |  |  |  |  |  |  |  |  |  |  |  |  |
| |                                                 |  |  |  |  |  |  |  |  |  |  |  |  |  |  |  |
| | 19. Infanta Constanza de Castilla               |  |  |  |  |  |  |  |  |  |  |  |  |  |  |  |
| |                                                 |  |  |  |  |  |  |  |  |  |  |  |  |  |  |  |
| |                                                 |  |  |  |  |  |  |  |  |  |  |  |  |  |  |  |
| | 2. Rey Enrique IV de Castilla                   |  |  |  |  |  |  |  |  |  |  |  |  |  |  |  |
| |                                                 |  |  |  |  |  |  |  |  |  |  |  |  |  |  |  |
| |                                                 |  |  |  |  |  |  |  |  |  |  |  |  |  |  |  |
| | 20. Principe Juan de Castilla =(16,28)          |  |  |  |  |  |  |  |  |  |  |  |  |  |  |  |
| |                                                 |  |  |  |  |  |  |  |  |  |  |  |  |  |  |  |
| |                                                 |  |  |  |  |  |  |  |  |  |  |  |  |  |  |  |
| | 10. Rey Fernando I de Aragón                    |  |  |  |  |  |  |  |  |  |  |  |  |  |  |  |
| |                                                 |  |  |  |  |  |  |  |  |  |  |  |  |  |  |  |
| |                                                 |  |  |  |  |  |  |  |  |  |  |  |  |  |  |  |
| | 21. Infanta Leonor de Aragón =(17,29)           |  |  |  |  |  |  |  |  |  |  |  |  |  |  |  |
| |                                                 |  |  |  |  |  |  |  |  |  |  |  |  |  |  |  |
| |                                                 |  |  |  |  |  |  |  |  |  |  |  |  |  |  |  |
| | 5. Reina María de Aragón                        |  |  |  |  |  |  |  |  |  |  |  |  |  |  |  |
| |                                                 |  |  |  |  |  |  |  |  |  |  |  |  |  |  |  |
| |                                                 |  |  |  |  |  |  |  |  |  |  |  |  |  |  |  |
| | 22. Duque Sancho de Castilla                    |  |  |  |  |  |  |  |  |  |  |  |  |  |  |  |
| |                                                 |  |  |  |  |  |  |  |  |  |  |  |  |  |  |  |
| |                                                 |  |  |  |  |  |  |  |  |  |  |  |  |  |  |  |
| | 11. Reina Leonor de Castilla                    |  |  |  |  |  |  |  |  |  |  |  |  |  |  |  |
| |                                                 |  |  |  |  |  |  |  |  |  |  |  |  |  |  |  |
| |                                                 |  |  |  |  |  |  |  |  |  |  |  |  |  |  |  |
| | 23. Infanta Beatriz de Portugal                 |  |  |  |  |  |  |  |  |  |  |  |  |  |  |  |
| |                                                 |  |  |  |  |  |  |  |  |  |  |  |  |  |  |  |
| |                                                 |  |  |  |  |  |  |  |  |  |  |  |  |  |  |  |
| | 1. Juana de Castilla y Portugal                 |  |  |  |  |  |  |  |  |  |  |  |  |  |  |  |
| |                                                 |  |  |  |  |  |  |  |  |  |  |  |  |  |  |  |
| |                                                 |  |  |  |  |  |  |  |  |  |  |  |  |  |  |  |
| | 24. Rey Pedro I de Portugal                     |  |  |  |  |  |  |  |  |  |  |  |  |  |  |  |
| |                                                 |  |  |  |  |  |  |  |  |  |  |  |  |  |  |  |
| |                                                 |  |  |  |  |  |  |  |  |  |  |  |  |  |  |  |
| | 12. Rey Juan I de Portugal                      |  |  |  |  |  |  |  |  |  |  |  |  |  |  |  |
| |                                                 |  |  |  |  |  |  |  |  |  |  |  |  |  |  |  |
| |                                                 |  |  |  |  |  |  |  |  |  |  |  |  |  |  |  |
| | 25. Doña Teresa Gille                           |  |  |  |  |  |  |  |  |  |  |  |  |  |  |  |
| |                                                 |  |  |  |  |  |  |  |  |  |  |  |  |  |  |  |
| |                                                 |  |  |  |  |  |  |  |  |  |  |  |  |  |  |  |
| | 6. Rey Duarte I de Portugal                     |  |  |  |  |  |  |  |  |  |  |  |  |  |  |  |
| |                                                 |  |  |  |  |  |  |  |  |  |  |  |  |  |  |  |
| |                                                 |  |  |  |  |  |  |  |  |  |  |  |  |  |  |  |
| | 26. Principe Juan de Inglaterra(=18)            |  |  |  |  |  |  |  |  |  |  |  |  |  |  |  |
| |                                                 |  |  |  |  |  |  |  |  |  |  |  |  |  |  |  |
| |                                                 |  |  |  |  |  |  |  |  |  |  |  |  |  |  |  |
| | 13. Reina Felipa de Lancáster                   |  |  |  |  |  |  |  |  |  |  |  |  |  |  |  |
| |                                                 |  |  |  |  |  |  |  |  |  |  |  |  |  |  |  |
| |                                                 |  |  |  |  |  |  |  |  |  |  |  |  |  |  |  |
| | 27. Princesa Blanca de Lancáster                |  |  |  |  |  |  |  |  |  |  |  |  |  |  |  |
| |                                                 |  |  |  |  |  |  |  |  |  |  |  |  |  |  |  |
| |                                                 |  |  |  |  |  |  |  |  |  |  |  |  |  |  |  |
| | 3. Reina Juana de Portugal                      |  |  |  |  |  |  |  |  |  |  |  |  |  |  |  |
| |                                                 |  |  |  |  |  |  |  |  |  |  |  |  |  |  |  |
| |                                                 |  |  |  |  |  |  |  |  |  |  |  |  |  |  |  |
| | 28. Infante Juan de Trastámara =(20,16)         |  |  |  |  |  |  |  |  |  |  |  |  |  |  |  |
| |                                                 |  |  |  |  |  |  |  |  |  |  |  |  |  |  |  |
| |                                                 |  |  |  |  |  |  |  |  |  |  |  |  |  |  |  |
| | 14. Infante Fernando de Castilla(=10)           |  |  |  |  |  |  |  |  |  |  |  |  |  |  |  |
| |                                                 |  |  |  |  |  |  |  |  |  |  |  |  |  |  |  |
| |                                                 |  |  |  |  |  |  |  |  |  |  |  |  |  |  |  |
| | 29. Infanta Leonor de Aragón-Barcelona =(17,21) |  |  |  |  |  |  |  |  |  |  |  |  |  |  |  |
| |                                                 |  |  |  |  |  |  |  |  |  |  |  |  |  |  |  |
| |                                                 |  |  |  |  |  |  |  |  |  |  |  |  |  |  |  |
| | 7. Reina Leonor de Aragón                       |  |  |  |  |  |  |  |  |  |  |  |  |  |  |  |
| |                                                 |  |  |  |  |  |  |  |  |  |  |  |  |  |  |  |
| |                                                 |  |  |  |  |  |  |  |  |  |  |  |  |  |  |  |
| | 30. Infante Pedro de Alburquerque =(22)         |  |  |  |  |  |  |  |  |  |  |  |  |  |  |  |
| |                                                 |  |  |  |  |  |  |  |  |  |  |  |  |  |  |  |
| |                                                 |  |  |  |  |  |  |  |  |  |  |  |  |  |  |  |
| | 15. Leonor de Portugal(=11)                     |  |  |  |  |  |  |  |  |  |  |  |  |  |  |  |
| |                                                 |  |  |  |  |  |  |  |  |  |  |  |  |  |  |  |
| |                                                 |  |  |  |  |  |  |  |  |  |  |  |  |  |  |  |
| | 31. Doña Beatriz de Castro =(23)                |  |  |  |  |  |  |  |  |  |  |  |  |  |  |  |
| |                                                 |  |  |  |  |  |  |  |  |  |  |  |  |  |  |  |
| |                                                 |  |  |  |  |  |  |  |  |  |  |  |  |  |  |  |

| Predecesor: Enrique de Castilla | Princesa de Asturias 1462-1464                                                                  | Sucesor: Alfonso de Castilla   |
| Predecesora: Isabel de Castilla | Princesa de Asturias En paralelo con Isabel de Castilla 1470-1475                               | Sucesora: Isabel de Aragón     |
| Predecesor: Enrique IV          | Reina disputada de Castilla Junto con Alfonso V de Portugal (en guerra contra Isabel) 1475-1476 | Sucesor: Isabel I y Fernando V |
| Predecesor: Isabel de Portugal  | Reina consorte de Portugal y Algarves 1475-1479                                                 | Sucesor: Leonor de Portugal    |

### Artículos
- Álvarez Palenzuela, Vicente Ángel (2006). La guerra civil castellana y el enfrentamiento con Portugal (1475-1479). Biblioteca Virtual Miguel de Cervantes.
- «Dicionário Histórico, Corográfico, Heráldico, Biográfico, Bibliográfico, Numismático e Artístico (Joana (D.)» (en portugués). Lisboa. 1904-1915. pp. 1033-1034, Vol. III. Consultado el 24 de noviembre de 2012.
- Fernández Duro, Cesáreo (Madrid, 2007). La batalla de Toro (1476). Datos y documentos para su monografía histórica. Biblioteca Virtual Miguel de Cervantes.
- Ladero Quesada, Miguel Ángel (2000). «Portugueses en la frontera de Granada». En la España medieval (23): 67-100. ISSN 0214-3038.
- Rojas Donat, Luis (Valparaíso, 1997). El tratado de Alcáçovas y el proyecto Colombino, Revista de estudios histórico-jurídicos (nº19). Universidad Católica de Valparaíso. ISSN 0716-5455.
- Miller, Townsend (1964). «The Battle of Toro, 1476». History Today (Bracken House) 14.

### Crónicas
- Bernáldez, Andrés (Granada, 1856). Historia de los Reyes Católicos D. Fernando y Dª Isabel. Imprenta y librería de D. José María Zamora.
- Lopes de Chaves, Álvaro (Lisboa, 1984). Livro de apontamentos (1483-1489). Imprensa Nacional - Casa da Moeda.
- Garibay, Esteban de (Barcelona, 1628). Los Quarenta libros del compendio Historial de las chronicas y universal historia de todos los reynos de España. Sebastián de Cormellas.
- Góis, Damião de (1724). Chronica do Principe D. Joam. Lisboa: Biblioteca Nacional Digital.
- Mariana, Juan de (1839). Historia General de España. Barcelona: Imprenta de D. Francisco Oliva.
- Palencia, Alfonso de. Gesta Hispaniensia ex annalibus (…) Décadas III y IV. Las tres primeras Décadas fueron editadas como Crónica del rey Enrique IV por Antonio Paz y Meliá en 1904 y la cuarta, que el autor dejó incompleta, como Cuarta Década por José López de Toro en 1970).
- Pina, Ruy de (Lisboa, 1902). Chronica de El- rei D. Affonso V, 3º libro. Proyecto Gutenberg Ebook, Biblioteca de Clássicos Portugueses.
- Pulgar, Hernando del (Valencia, 1780). Crónica de los Señores Reyes Católicos Don Fernando y Doña Isabel de Castilla y de Aragón. Biblioteca Virtual Miguel de Cervantes.
- Resende, Garcia de (1554). Vida e feitos d’El Rei D.João II. Versión electrónica, Wikisource. OCLC 80701789.

### Libros
- Armas, Antonio Rumeu de (Madrid, 1992). El tratado de Tordesillas. Mapfre. ISBN 847100383X.
- Arraiza (coordinador científico), Alberto Bartolomé (Madrid, 1994). «La paz y la guerra en la época del Tratado de Tordesillas». Sociedad V Centenario del Tratado de Tordesillas (España), Comissão Nacional para as comemorações dos Descobrimentos Portugueses (Electa). ISBN 978-8481560602.
- Azcona, Tarsicio de (2007). Juana de Castilla, mal llamada La Beltraneja: vida de la hija de Enrique IV de Castilla y su exilio en Portugal (1462-1530. Madrid: Esfera de los Libros. ISBN 8497345843.
- Ballesteros Gaibrois, Manuel (1964). Isabel de Castilla: reina católica de España. Madrid: Editora Nacional. OCLC 4318054.
- Bury, John B. (1959). The Cambridge Medieval History, Volume 8. Macmillan.
- Fundación Gregorio Marañón, Cortes de Castilla y León, Universidad de Valladolid (2000). Enrique IV de Castilla y su tiempo. Secretariado de Publicaciones e Intercambio Editorial, Universidad de Valladolid. ISBN 9788484480143.
- Diffie, Bailey W.; Winius, George D. (1985). Foundations of the Portuguese Empire, 1450-1580 (en inglés) I. Minnesota: University of Minnesota Press. ISBN 0-8166-0782-6.
- Fernandes Costa, Manuel (1979). As navegações atlânticas no século XV, volume 30 (en portugués). Biblioteca digital de Camões.
- Fernández Álvarez, Manuel (2003). Isabel la Católica. Madrid: Espasa-Calpe, S.A. ISBN 84-670-1260-9.
- González, Justo (1994). Historia del Cristianismo, tomo 2. Miami: Unilit. ISBN 1560634766. Archivado desde el original el 16 de junio de 2013.
- León-Guerrero, Mª Monserrat (Alicante, 2002). El segundo viaje colombino. Biblioteca Virtual Miguel de Cervantes. ISBN 8468812080.
- Lunenfeld, Marvin (1970). The council of the Santa Hermandad: a study of the pacification forces of Ferdinand and Isabella (en inglés). University of Miami Press.
- Mendonça, Manuela (Lisboa, 2007). O Sonho da União Ibérica - guerra Luso-Castelhana 1475/1479 (en portugués). Quidnovi. ISBN 978-9728998882.
- Menéndez Pidal, Ramón (1969-1970). Historia de España, Tomos XV y XVII. Madrid: Espasa Calpe.
- Newitt, Malyn D. (New York, 2005). A history of Portuguese overseas expansion, 1400-1668. Routledge. ISBN 0- 415 -23979 - 6.
- Sitges, J.B. (1912). Enrique IV y la excelente señora llamada vulgarmente Doña Juana la Beltraneja. Madrid: Sucesores de Rivadeneyra. OCLC 13187921.
- Suárez Fernández, Luis (1989). Los Reyes Católicos: La conquista del trono. Madrid: Ediciones Rialp. ISBN 9788432124761.
- Suárez Fernández, Luis (2005). Los Reyes Católicos. Madrid: Editorial Ariel. ISBN 8447339394.
- Villarroel González, Óscar (2014). Juana la Beltraneja. La construcción de una ilegitimidad. Madrid: Sílex ediciones. ISBN 978-84-7737-568-5. Archivado desde el original el 24 de septiembre de 2015. Consultado el 13 de enero de 2016.